# Clube Municipal Ananindeua
Il Clube Municipal Ananindeua, noto anche semplicemente come Ananindeua, è una società calcistica brasiliana con sede nella città di Ananindeua, nello stato del Pará.

## Storia
Il club è stato fondato il 3 gennaio 1978. Ha vinto il Campeonato Paraense Segunda Divisão nel 1996. L'Ananindeua ha partecipato al Campeonato Brasileiro Série C nel 2006 e nel 2007. Nella stagione 2006, il club ha raggiunto la finale del Campionato Paraense, perdendo la finale per il titolo contro il Paysandu.

## Palmarès

### Competizioni statali
- Campeonato Paraense Segunda Divisão: 1

1996